# Markarjan 205
Markarjan 205 (Mrk 205, auch Mkn 205) ist ein Quasar im Sternbild Drache, der erstmals von Benjamin Markarjan systematisch beobachtet wurde. Er ist etwa eine Milliarde Lichtjahre von der Erde entfernt und damit einer der am nächsten gelegenen Quasare. Seine Rotverschiebung beträgt z=+0,0708.
Markarjan 205 bildet mit der am Himmel nahe gelegenen Spiralgalaxie NGC 4319 eine interessante Konstellation. Obwohl NGC 4319 mit seiner Rotverschiebung von z=+0,0045 nur 80 Millionen Lichtjahre von der Erde entfernt ist, deuten Beobachtungen auf eine gravitative Wechselwirkung zwischen den beiden Objekten hin. Aus diesen Beobachtungen stellte der US-amerikanische Astronom Halton Arp im Jahr 1971 die umstrittene Hypothese auf, dass die Entfernungen von Markarjan 205 und NGC 4319 zur Erde etwa gleich seien und es für die großen Unterschiede in der Rotverschiebung einen anderen Grund geben müsse.